# Lillsjön (Ljusdals socken, Hälsingland)
Lillsjön är en sjö i Ljusdals kommun i Hälsingland och ingår i Ljusnans huvudavrinningsområde. Sjön är 10,2 meter djup, har en yta på 0,144 kvadratkilometer och befinner sig 417,1 meter över havet.

## Delavrinningsområde
Lillsjön ingår i det delavrinningsområde (685730-147713) som SMHI kallar för Utloppet av Lillsjön. Medelhöjden är 423 meter över havet och ytan är 0,51 kvadratkilometer. Det finns ett avrinningsområde uppströms, och räknas det in blir den ackumulerade arean 8,45 kvadratkilometer. Vattendraget som avvattnar avrinningsområdet har biflödesordning 3, vilket innebär att vattnet flödar genom totalt 3 vattendrag innan det når havet efter 166 kilometer. Avrinningsområdet består mestadels av skog (64 procent). Avrinningsområdet har 0,15 kvadratkilometer vattenytor vilket ger det en sjöprocent på 28,2 procent.